# Dysderoides micans
Dysderoides micans är en spindelart som först beskrevs av Simon 1893.  Dysderoides micans ingår i släktet Dysderoides och familjen dansspindlar.
Artens utbredningsområde är Venezuela. Inga underarter finns listade i Catalogue of Life.